# Yuzo Koshiro
Yuzo Koshiro (古代 祐三?, Koshiro Yūzō; Hino, 12 dicembre 1967) è un compositore giapponese.
È autore della musica nei videogiochi ActRaiser, Streets of Rage, The Story of Thor, Ys I e Ys II, oltre che della trilogia di giochi Wangan Midnight Maximum Tune.